# Progesterontest
Der Progesterontest ist ein labormedizinisches Untersuchungsverfahren zur Bestimmung des Progesteronspiegel im Serum. In der Gynäkologie wird er vor allem bei Fruchtbarkeitsstörungen eingesetzt. In der Reproduktionsmedizin bei Tieren dient er vor allem zur Bestimmung der Phase des Sexualzyklus und damit bessere Ergebnisse bei der künstlichen Besamung oder bessere Deckergebnisse zu erreichen.

Strukturformel von Progesteron

## Mensch

Schematische Darstellung des Menstruationszyklus. Der Verlauf der Progesteronprodktion ist im Abschnitt Hormone in schwarz dargestellt.

In der Frauenheilkunde wird der Progesteron-Nachweis nur noch selten durchgeführt. Zum Schwangerschaftsnachweis ist er vollständig von hCG-Bestimmung und Sonografie verdrängt. Er findet vor allem zum Nachweis eines Follikelsprungs und zur Beurteilung der Gelbkörperfunktion Anwendung. Hierbei sind vor allem der Nachweis einer Gelbkörperschwäche und die Abklärung der Ursache einer Amenorrhoe oder Oligomenorrhoe von Bedeutung.
Bei Neugeborenen wird 17α-Hydroxyprogesteron als Screeningtest zum Ausschluss eines Adrenogenitalen Syndroms bestimmt.

## Rind
Der Progesterontest beim Hausrind gewinnt in Zeiten sinkender Trächtigkeitsraten bei Hochleistungskühen zunehmend an Bedeutung als Managementtool, um die Fruchtbarkeitsleistung einer Herde zu steigern. Dabei wird die Konzentration des trächtigkeitserhaltenden Hormons Progesteron in Blutserum oder vorzugsweise Milch gemessen, um Rückschlüsse ziehen zu können auf den Zyklusverlauf, Nichtträchtigkeiten sowie Scheinbrunst von Kühen: die damit gewonnenen Erkenntnisse komplettieren die herkömmliche Brunstbeobachtung. Somit können Zwischenkalbezeiten verkürzt, Problemtiere identifiziert und die Herdenfruchtbarkeit im Ganzen verbessert werden.
Zyklusverlauf

In der Regel dauert ein Brunstzyklus beim Rind 21 (18 bis 23) Tage. Ist ein Rind in Brunst, so ist am Eierstock dieses Tieres ein 

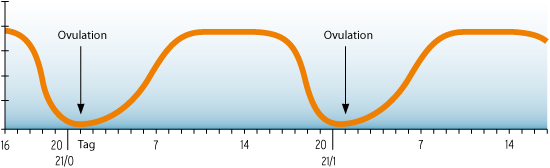
Progesteronzyklus bei der Kuh

 Primärfollikel herangereift. Dieser produziert die Brunsthormone (Östrogene), welche die äußeren Brunstanzeichen auslösen. Nach der Ovulation (Eisprung) wächst in der zurückbleibenden Follikelhöhle ein Gelbkörper heran, welcher das Progesteron bildet. Je mehr der Gelbkörper wächst, desto mehr Progesteron wird produziert. Das Progesteron blockiert die Ausschüttung anderer Hormone (FSH und LH), die normalerweise einen neuen Zyklus in Gang setzen. Ist die Befruchtung nicht erfolgreich verlaufen, bildet sich ab Tag 18 der Gelbkörper zurück, woraufhin der Progesteronspiegel im Blut sinkt, bis der Gelbkörper ganz verschwunden ist und kein Progesteron mehr gebildet wird. Erst dann kann sich ein neuer Follikel entwickeln, der Zyklus beginnt von Neuem. Ist die Befruchtung dagegen erfolgreich verlaufen, bleibt der Progesteronspiegel auf seinem hohen Niveau. Die Kuh ist nun tragend und kommt nicht mehr in Brunst.

### Aussagen mittels Progesterontest

#### Umrinderkontrolle
In der Regel erfolgt der Progesterontest am Tag 19/20/21, um diejenigen Tiere zu identifizieren, bei denen eine Besamung nicht erfolgreich war: ist der Progesteronspiegel niedrig, so kann mit 100%iger Sicherheit eine Trächtigkeit ausgeschlossen und eine Besamung bereits zum nächsten Eisprung durchgeführt werden, ohne dass ein weiterer Zyklus verpasst wird. Somit lassen sich hohe finanzielle Einbußen, die mit 3 Euro pro Tier und Tag verlängerter Zwischenkalbezeit beziffert werden, vermeiden.

#### Scheinbrunstkontrolle
Wenn eine Kuh unerwartet, sprich außerhalb der dafür erwarteten Zeit Brunstsymptome zeigt, gleichzeitig aber einen hohen Progesteronwert aufweist, ist eine Scheinbrunst gegeben und eine Besamung wäre überflüssig.

#### Kontrolle des Rinderzyklus
Bei Kühen, deren Zyklusverlauf unklar ist (bspw. Problemtiere, Erstkalbinnen) kann mit einer Analyse des Progesteronspiegels eine Aussage über den normalen oder nicht normalen Zyklusverlauf getroffen werden. Mittels 2–3 Tests im Abstand von einigen Tagen kann bestimmt werden, an welchem Punkt im Zyklusverlauf sich die Kuh befindet. Der Progesterontest kann auch Hinweise zu Tiergesundheitsproblemen wie Ovarialzysten oder persistierende Gelbkörper liefern.

#### Optimierung von Synchronisationsprogrammen
Im Rahmen von Synchronisationsprogrammen wird unter anderem Prostaglandin (PGF 2α) verabreicht, um einen Gelbkörper abzubauen und damit Follikelausbildung und Brunst einzuleiten. Nur bei aktivem Gelbkörper ist der Einsatz von Prostaglandin erfolgversprechend. Durch den Einsatz eines Progesterontests kann das Vorhandensein eines aktiven Gelbkörpers überprüft werden und damit können ggf. Kosten für eine nicht erfolgversprechende Hormonbehandlung eingespart werden.

### Überprüfung von Empfängertieren im Rahmen von Embryo Transfer
Beim Embryo Transfer (ET) werden Embryonen auf Empfängertiere (Rezeptoren) übertragen, die sich im passenden Zyklusstadium befinden, d. h. bei ihnen muss ein aktiver Gelbkörper vorhanden sein. Ein entsprechend hoher Progesteronspiegel untermauert die Eignung von Rezeptoren. Auch Rezeptoren mit unklarem palpatorischem Befund sind bei hohem Progesteronwert durchaus geeignet. Umgekehrt wird eine Übertragung auf ein Empfängertier, bei dem der Embryo aufgrund zu niedrigen Progesteronwertes nicht anwachsen kann, verhindert.

### Analysegeräte

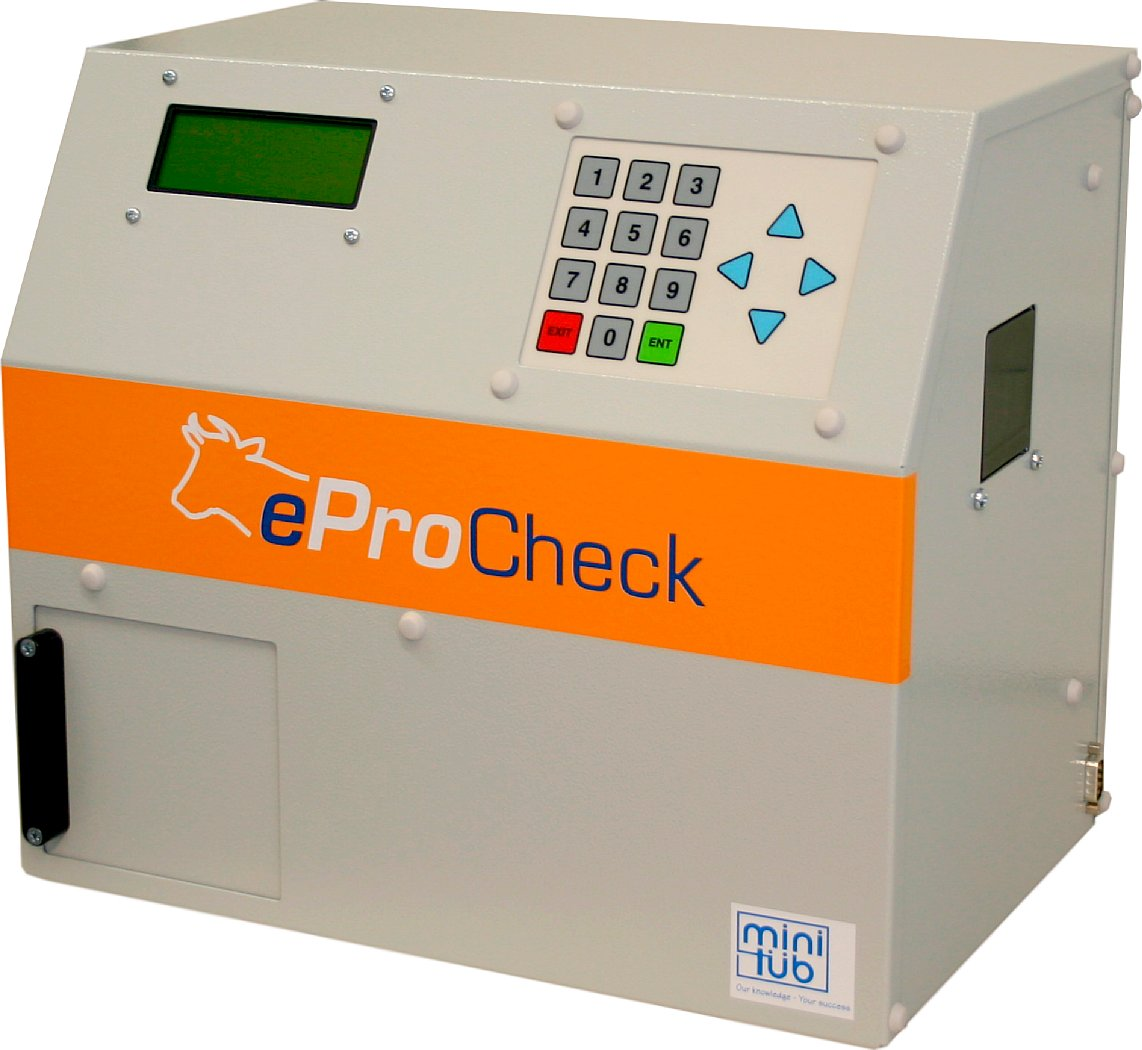
Analysegerät für Progesteron und Haptoglobin bei der Milchkuh

Progesterontests werden auf den landwirtschaftlichen Betrieben eingesetzt, um das Trächtigkeitsschutzhormon Progesteron in Milch oder Blutserum von Rindern nachzuweisen. Die kommerziellen Testsysteme arbeiten auf der Basis von ELISA-Tests, es sind nur geringe Mengen wie zwei Tropfen Milch oder Blutserum nötig, um ein Ergebnis zu erzielen.

## Hund
Der entscheidende Punkt im Reproduktionsmanagement der Hündin ist die Bestimmung des optimalen Zeitpunktes für die künstliche Besamung oder den Deckakt. Vaginalabstrich und Vaginalzytologie werden hierzu als Indikatoren herangezogen, jedoch sollte in einem optimalen Reproduktionsmanagement ebenfalls der Progesteronspiegel der Hündin genutzt werden. Der Anstieg der LH-Konzentration führt zu einer Luteinisierung der Granulosazellen, welche darauf Progesteron produzieren. Die Ovulation erfolgt bei einer Progesterongehalt von 4–10 ng/ml. Daher kann der Progesterontestzurr Bestimmung des Ovulationstages und des optimalen Deck-/Besamungszeitraumes verwendet werden.
Zudem kann die Progesteronbestimmung zur Überprüfung des normalen Geburtbeginnsund als Hilfestellung bei der Entscheidung zur Durchführung eines Kaiserschnitts eingesetzt werden. Liegt die Progesteronkonzentration über dem Basalniveau, ist die Hündin hormonell noch nicht in der Geburt und eine Geburt innerhalb der nächsten 24 Stunden ist unwahrscheinlich.

## Pferd
Bei Pferd kann die Progesteronbestimmung im Blut ab dem 20. Tag zum Trächtigkeitsnachweis eingesetzt werden, durch die Möglichkeit der sonografischen Trächtigkeitkontrolle wird dies allerdings nur noch selten angewendet. Da Progesteron beim Pferd vor allem über den Kot ausgeschieden wird, kann die Progesteronbestimmung im Kot zwischen 120. Trächtigkeitstag und Geburt als nichtinvasives Verfahren zum Trächtigkeitsnachweis eingesetzt werden.

## Referenzen
- Berthold Achler u. a. (Hrsg.): Rinderbesamung mit Erfolg. Handbuch für Eigenbestands-Besamer. Herausgegeben von Top agrar, das Magazin für moderne Landwirtschaft. Landwirtschaftsverlag, Münster 2002, ISBN 3-7843-3127-0, (Top-agrar-Fachbuch).
- Heinrich Bollwein: Rechnet sich die frühe Trächtigkeitsuntersuchung?. In: Milchrind 3, 2008, ISSN 0941-1348.